# Tiro ai Giochi della XXXII Olimpiade - Skeet femminile
La gara di skeet femminile dei Giochi della XXXII Olimpiade si è svolta il 25 e 26 luglio 2021. Hanno partecipato 28 atlete.
La gara è stata vinta dalla statunitense Amber English.

## Formato
L'evento si articola in due fasi: un turno di qualificazione e la finale.
Nella qualificazione, ogni atleta spara verso 75 piattelli, suddivisi in 5 fasi da 25 piattelli l'una. Le prime 6 tiratrici accedono alla finale.
Nella finale, ogni atleta spara verso 25 piattelli addizionali; il punteggio finale considera tutti i 100 colpi sparati.

## Record
Prima della competizione, i record olimpici e mondiali erano i seguenti:
| Qualificazione  | Qualificazione  | Qualificazione | Qualificazione               | Qualificazione   |
| --------------- | --------------- | -------------- | ---------------------------- | ---------------- |
| Record mondiale | Wei Meng (Cina) | 124            | Doha, Qatar                  | 10 novembre 2019 |
| Record olimpico | Non stabilito   | -              | -                            | -                |
| Intera gara     |                 |                |                              |                  |
| Record mondiale | Wei Meng (Cina) | 59             | al-'Ayn, Emirati Arabi Uniti | 12 ottobre 2019  |
| Record olimpico | Non stabilito   | -              | -                            | -                |

## Programma
| Data           | Ora (JPN/UTC+9) | Turno          |
| -------------- | --------------- | -------------- |
| 25 luglio 2021 | 9:00            | Qualificazioni |
| 26 luglio 2021 | 9:00            | Qualificazioni |
| 26 luglio 2021 | 14:50           | Finale         |

## Turno di qualificazione
| Pos. | Atleta                 | Nazione       | 1   | 2   | 3   | 4   | 5   | Totale | Note |
| ---- | ---------------------- | ------------- | --- | --- | --- | --- | --- | ------ | ---- |
| 1    | Wei Meng               | Cina          | 25  | 25  | 25  | 24  | 25  | 124    | Q    |
| 2    | Diana Bacosi           | Italia        | 25  | 25  | 25  | 24  | 24  | 123    | Q    |
| 3    | Amber English          | Stati Uniti   | 23  | 25  | 24  | 24  | 25  | 121    | Q    |
| 4    | Isarapa Imprasertsuk   | Thailandia    | 23  | 24  | 25  | 24  | 24  | 120+6  | Q    |
| 5    | Nadine Messerschmidt   | Germania      | 24  | 24  | 24  | 24  | 24  | 120+5  | Q    |
| 6    | Natalia Vinogradova    | ROC           | 25  | 25  | 23  | 23  | 24  | 120+1  | Q    |
| 7    | Andri Eleftheriou      | Cipro         | 24  | 24  | 23  | 23  | 25  | 119    |      |
| 8    | Iryna Malovichko       | Ucraina       | 24  | 24  | 23  | 25  | 23  | 119    |      |
| 9    | Lucie Anastassiou      | Francia       | 24  | 23  | 25  | 24  | 23  | 119    |      |
| 10   | Austen Smith           | Stati Uniti   | 23  | 25  | 25  | 23  | 23  | 119    |      |
| 11   | Sutiya Jiewchaloemmit  | Thailandia    | 23  | 23  | 24  | 23  | 25  | 118    |      |
| 12   | Gabriela Rodríguez     | Messico       | 23  | 23  | 24  | 24  | 24  | 118    |      |
| 13   | Danka Barteková        | Slovacchia    | 24  | 22  | 25  | 24  | 23  | 118    |      |
| 14   | Barbora Šumová         | Rep. Ceca     | 24  | 24  | 23  | 24  | 23  | 118    |      |
| 15   | Zilia Batyrshina       | ROC           | 22  | 23  | 23  | 25  | 24  | 117    |      |
| 16   | Ibtissam Marirhi       | Marocco       | 22  | 23  | 24  | 25  | 23  | 117    |      |
| 17   | Zhang Donglian         | Cina          | 23  | 24  | 23  | 24  | 22  | 116    |      |
| 18   | Melisa Gil             | Argentina     | 23  | 24  | 23  | 22  | 23  | 115    |      |
| 19   | Aleksandra Jarmolińska | Polonia       | 22  | 23  | 24  | 21  | 24  | 114    |      |
| 20   | Chiara Cainero         | Italia        | 22  | 22  | 23  | 24  | 23  | 114    |      |
| 21   | Naoko Ishihara         | Giappone      | 24  | 21  | 23  | 23  | 23  | 114    |      |
| 22   | Zoya Kravchenko        | Kazakistan    | 24  | 22  | 22  | 24  | 21  | 113    |      |
| 23   | Francisca Crovetto     | Cile          | 24  | 21  | 21  | 22  | 24  | 112    |      |
| 24   | Maryam Hassani         | Bahrein       | 22  | 22  | 22  | 23  | 23  | 112    |      |
| 25   | Laura Coles            | Australia     | 24  | 22  | 22  | 24  | 20  | 112    |      |
| 26   | Assem Orynbay          | Kazakistan    | 23  | 22  | 24  | 19  | 23  | 111    |      |
| 27   | Chloe Tipple           | Nuova Zelanda | 22  | 18  | 22  | 23  | 23  | 108    |      |
| 28   | Chiara Costa           | Senegal       | 25  | 20  | 22  | 23  | 18  | 108    |      |
| 29   | Amber Hill             | Gran Bretagna | DNS | DNS | DNS | DNS | DNS | DNS    | DNS  |

## Finale
| Pos. | Atleta               | Serie | Serie | Serie | Serie | Serie | Serie | Note            |
| Pos. | Atleta               | 1     | 2     | 3     | 4     | 5     | 6     | Note            |
| ---- | -------------------- | ----- | ----- | ----- | ----- | ----- | ----- | --------------- |
|      | Amber English        | 10    | 19    | 28    | 38    | 47    | 56    | Record olimpico |
|      | Diana Bacosi         | 10    | 19    | 29    | 38    | 47    | 55    |                 |
|      | Wei Meng             | 9     | 17    | 27    | 36    | 46    | N.D.  |                 |
| 4    | Isarapa Imprasertsuk | 9     | 18    | 27    | 36    | N.D.  | N.D.  |                 |
| 5    | Nadine Messerschmidt | 9     | 17    | 26    | N.D.  | N.D.  | N.D.  |                 |
| 6    | Natalia Vinogradova  | 8     | 17    | N.D.  | N.D.  | N.D.  | N.D.  |                 |